# ستاد امر به معروف و نهی از منکر
ستاد امر به معروف و نهی از منکر، نهادی است که جهت ترویج امر به معروف و نهی از منکر، ترغیب آحاد جامعه به اجرای آنچه که از سوی شریعت اسلام فریضه نامیده می‌شود به امورات سیاست‌گذاری و انجام فعالیت‌های ترویجی، نظارتی و حمایتی و همچنین هماهنگی‌های ستادی و بین دستگاهی مبادرت می‌ورزد. نهاد مذکور بایستی کارش را با تأکید بر تذکر لسانی و باتوان و تقویت نظارت عمومی در تمامی شئون و تعاملات اجتماعی انجام می‌دهد. تا سال ۱۳۹۷ که جلیل محبی دبیر این ستاد شد کمتر کسی این ستاد را می‌شناخت و با آمدن وی در ستاد امر به معروف با شعار امر به معروف مسئولان کشور و موضع‌گیری‌های تند او علیه آن‌ها این ستاد بر سر زبان‌ها افتاد. بعد از رفتن جلیل محبی از ستاد در سال ۱۴۰۰ و جایگزینی سید محمدصالح هاشمی گلپایگانی رویکرد ستاد دوباره به مسئله بی‌حجابی برگشت و امر به معروف مسئولان فراموش شد.
این نهاد به عنوان ستاد احیاء امر به معروف و نهی از منکر از سال ۱۳۷۲ تأسیس گردید. با تصویب قانون حمایت از آمران به معروف و ناهیان از منکر و دستورالعمل اجرایی آن در سال ۱۳۹۴ این ستاد با تغییر نام و با عنوان ستاد امر به معروف و نهی از منکر در سه سطح مرکز، استان و شهرستان ادامه فعالیت داده‌است.
تأکید سید علی خامنه‌ای بر اجرایی نبودن ستاد و تأکید بر عبارت احیا در نام این ستاد موجب نشده‌است که این ستاد کار اجرایی نکرده و فقط به احیای فرهنگ امر به معروف بپردازد و از بدو تأسیس تاکنون بر این مسئله تأکید داشته‌است.

## اداره
بنا بر قانون حمایت از آمران به معروف و ناهیان از منکر، یکی از ائمه جمعه موقت شهر تهران به انتخاب شورای سیاستگذاری ائمه جمعه ریاست این ستاد را بر عهده دارد. هم‌اکنون کاظم صدیقی ریاست این ستاد را برعهده دارد.

### اعضا
اعضای ستاد بر اساس قانون حمایت از آمران به معروف و ناهیان از منکر عبارتند از:
- وزیر کشور
- وزیر اطلاعات
- وزیر فرهنگ و ارشاد اسلامی
- وزیر آموزش و پرورش
- وزیر علوم، تحقیقات و فناوری
- وزیر صنعت، معدن و تجارت
- دو نفر از نمایندگان مجلس به پیشنهاد کمیسیون فرهنگی و انتخاب مجلس به‌عنوان ناظر
- نماینده تام‌الاختیار قوه قضائیه
- رئیس سازمان صدا و سیمای جمهوری اسلامی ایران
- رئیس سازمان تبلیغات اسلامی
- فرمانده کل انتظامی جمهوری اسلامی ایران
- رئیس سازمان بسیج مستضعفین
- دبیر ستاد ائمه جمعه
- دو نفر مجتهد به انتخاب شورای عالی حوزه‌های علمیه
- یک نفر مجتهده به انتخاب شورای عالی حوزه‌های علمیه خواهران
- دبیر ستاد به انتخاب رئیس ستاد

## اتهام قتل زهرا بنی‌یعقوب
زهرا بنی‌یعقوب، پزشک ایرانی در بیست مهر ۱۳۸۶ در حین صحبت با نامزدش در یکی از پارک‌های همدان به اتهام «ارتکاب جرم مشهود» توسط نیروهای بسیج دستگیر و به بازداشتگاه ستاد امر به معروف و نهی از منکر همدان فرستاده شده بود. پس از ۴۸ ساعت، خانواده‌اش که برای آگاهی از وضعیتش به نیروی انتظامی همدان مراجعه کرده بودند با خبر مرگ وی روبرو شدند.
مقامات جمهوری اسلامی علت جان‌باختن او را خودکشی اعلام کردند، اما خانواده وی و برخی از رسانه‌ها، قتل توسط ضرب و شتم در بازداشت را عامل مرگش دانسته‌اند.

## رئیسان ستاد
| ر. | نام | نام                    | نگاره | آغاز تصدی | پایان تصدی | م.                |
| -- | --- | ---------------------- | ----- | --------- | ---------- | ----------------- |
| ۱  |     | احمد جنتی (زادهٔ ۱۳۰۵)  |       | ۱۳۷۲      | ۱۳۹۶       |                   |
| ۲  |     | کاظم صدیقی (زادهٔ ۱۳۳۰) |       | ۱۳۹۷      | متصدی      | [ ۵ ] [ ۶ ] [ ۷ ] |

## دبیران ستاد
| ر. | نام | نام                           | نگاره | آغاز تصدی | پایان تصدی | رئیس ستاد  | م.    |
| -- | --- | ----------------------------- | ----- | --------- | ---------- | ---------- | ----- |
| ۱  |     | سید ابراهیم رئیسی (زادهٔ ۱۳۳۹) |       | ۱۳۷۲      | ۱۳۷۳       | احمد جنتی  |       |
| ۲  |     | سید احمد زرگر                 |       | ۱۳۷۳      | ۱۳۹۷       | احمد جنتی  | [ ۸ ] |
| ۳  |     | جلیل محبی                     |       | ۱۳۹۷      | ۱۴۰۰       | کاظم صدیقی |       |
| ۴  |     | سید محمدصالح هاشمی گلپایگانی  |       | ۱۴۰۰      | ۱۴۰۲       | کاظم صدیقی |       |
| ۵  |     | محمدحسین طاهری آکردی          |       | ۱۴۰۲      | متصدی      | کاظم صدیقی |       |